# پل برنساید
پل برنساید در سال ۱۹۲۶ میلادی بر روی رودخانه ویلامت پورتلند از توابع ایالت اورگن آمریکا ساخته شد. این پل در نوامبر سال ۲۰۱۲ به عنوان آثار تاریخی ایالت متحده آمریکا ثبت شد.

## طراحی پل
این پل توسط دو طراح چیره‌دست به نام‌های ارا هدریک و رابرت کرمرس طراحی شد البته بالابر متحرک این پل توسط مهندس جوزف استراس طراحی شده‌است.

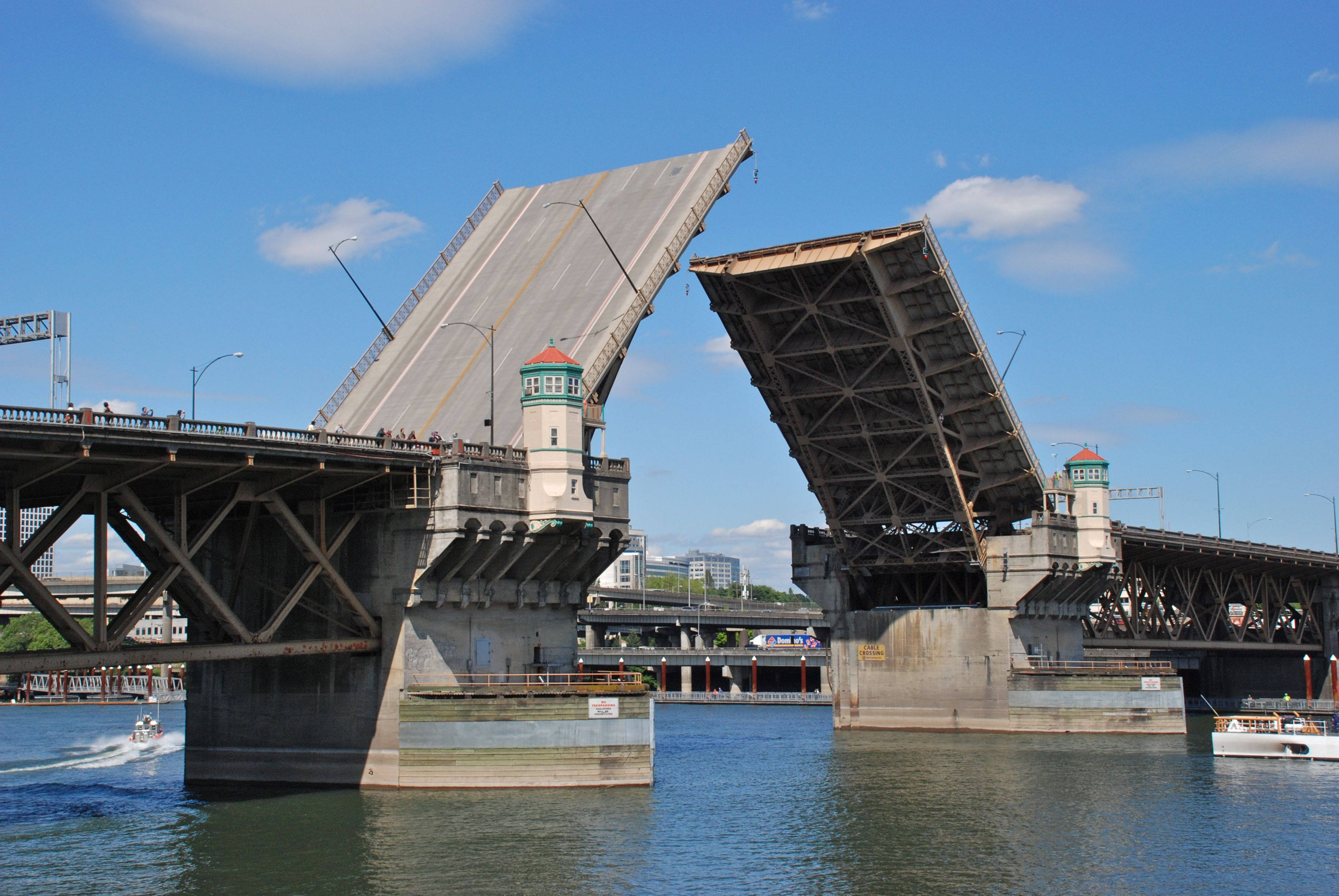
پل برنساید زمانی که بالابر آن باز است

## مشخصات فنی پل
این پل شامل ۷۰۳ متر طول است که ۷۷ متر آن در وسط به صورت تاشو قرار دارد که در مواقع لزوم باز یا بسته می‌شود از دیگر اطلاعات این پل می‌توان به ارتفاع ۲۰ متری آن از سطح رودخانه اشاره کرد که تقریباً ارتفاع مناسبی از لحاظ استاتیکی است، به‌طور کلی می‌توان گفت نگهدارنده‌های این پل (عرشه‌ها) از بتن ساخته شده‌است. این پل یکی از سنگین‌ترین پل‌های متحرک بالابر دار سطح ایالات متحده نیز می‌باشد. وزن کلی این پل بر روی دوپایه قرار گرفته‌است که وزن دوپایه جمعاً به ۱۷۰۰ تن می‌رسد. بالابر هیدرولیکی این پل به‌طور معمول توسط اپراتور پل هاتورن آمریکا کنترل می‌شود اما اپراتوری که وظیفه کنترل سطح آب را دارند و از کارکنان رودخانه هستند نیز آن را کنترل می‌نماید.

## تاریخچه مکان قرار گیری پل
در سال ۱۹۸۱ خیابان برنساید از نام "بی(b)" به نام "دان وایمن برنساید" تغییر می‌کند در حقیقت این خیابان که منتهی به رودخانه می‌شد مکانی بسیار پرطرفدار برای تاجرانی بود که دوست داشتند رودخانه ویلامت لایروبی شود. در سال ۱۸۹۴ دهانه اصلی پل که در ابتدای رودخانه بود افتتاح می‌شود. هزینه این پل را که ۴٫۵ میلیون دلار است را می‌توان تقریباً برابر هزینه‌های ساخت و ساز در چزیره راس و پل سلوود دانست، بعدها به صورت عمومی اعلام شد که مبلغ قراداد ۵۰ هزار دلار بیشتر از قرارداد منعقد شده بوده‌است در نتیجه این رسوایی سه کمیسیون شهر مالتنوماه فراخوان داده شدند که در نتیجه این فراخوان کل پروژه به یک شرکت جدید داده شد.

## تاریخچه پل
این پل به‌طور رسمی در ۲۸ می سال ۱۹۲۶ با هزینه ۴٫۵ میلیون دلاری افتتاح شد. این پل تنها پل موجود بر روی رودخانه ویلامت است که توسط یک مهندس معمار طراحی شده‌است. درحقیقت اتمام ساخت پل همزمان با ساخت برج‌های رنسانس ایتالیا و سبک استفاده از فلزات به عنوان زینت بخشی به خانه‌های مسکونی شد.
سیستم بالابر هیدرولیکی آن توسط مهندس استراس طراحی شد و ایده اولیه اصول و طراحی ساخت آن را دو مهندس معمار هدریک و کرمرس بر عهده داشتند که سپس بعد از آن‌ها این پل توسز گستاو لیندنتال کامل شد هم چنین او ساخت و ساز و نظارت آن پل را نیز بر عهده داشت.